# Medisch Centrum de Klokkenberg
Voormalig Medisch Centrum de Klokkenberg was een rooms-katholiek sanatorium voor tuberculosepatiënten ten zuiden van de Nederlandse stad Breda.

## Geschiedenis
Het sanatorium werd tussen 1951 en 1953 gebouwd en ligt aan de Galderseweg, met uitzicht over het Mastbos en het Markdal. Voor de bouw werd door de Brabantse bevolking een miljoen gulden bijeengebracht. De patiënten werden tot 1969 verpleegd door de Zusters Franciscanessen.
In 1970 werd de zorg voor tbc-patiënten gestaakt. Het aantal patiënten was teruggelopen. Daarop werden de activiteiten van De Klokkenberg verbreed. Er werden nieuwe afdelingen toegevoegd, zoals de thoraxkliniek (hartchirurgie), de long- en astmakliniek, allergologie en immunologie en een kliniek voor de behandeling van epileptische patiënten (Hans Bergerkliniek). Ook had de Klokkenberg een afdeling voor kinder- en jeugdpsychiatrie.
In de jaren 90 raakte het centrum steeds verder in de problemen. De Klokkenberg had te lijden onder de schaalvergroting in de medische zorg, maar ook aan voortdurende interne conflicten, vooral bij de thoraxafdeling. Dit leidde ertoe dat in 1997 de thoraxkliniek werd ondergebracht bij het toenmalige Ignatiusziekenhuis aan de Molengracht in Breda. De overige afdelingen bleven zelfstandig voortbestaan totdat in 2001 De Klokkenberg geheel werd ontmanteld. De long- en astmakliniek werd ondergebracht bij het revalidatiecentrum, de GGZ nam de afdeling jeugdpsychiatrie over, en de afdeling allergologie en immunologie werd ondergebracht bij het Amphia Ziekenhuis. Alleen de Hans Bergerkliniek bleef zelfstandig bestaan onder een nieuwe stichting. Deze kliniek is nog lange tijd gevestigd geweest aan de Galderseweg, maar verhuisde in mei 2006 naar nieuwbouw nabij de Oosterhoutse vestiging van het Amphia ziekenhuis.
De Eindhovense woonzorggroep Vitalis kocht de Klokkenberg in 2006 met de bedoeling om er een seniorencampus van te maken, maar liet dat plan in 2015 varen.

## Rijksmonument
Het sanatoriumgebouw is ontworpen door architecten Kees de Bever en Kees van Moorsel in traditionalistische stijl. De park- en tuinaanleg is ontworpen door Jan Bijhouwer. De Klokkenberg werd in 2007 voorgedragen voor rijksbescherming als wederopbouwmonument van de verzorgingsstaat tussen 1940 en 1958. Het gebouwencomplex is onder te verdelen in een hoofdgebouw, verpleeggebouwen, kapel, economiegebouw, binnenplaatsen en galerijen. Het hoofdgebouw met de verpleegvleugels voor tuberculosepatiënten is gericht op het zuidoosten zodat het veel zonlicht zou binnenkrijgen en een weids uitzicht op het beekdal van de Mark heeft. Het gebouw heeft een symmetrische opzet waarbij de kapel in de as staat en de bouwmassa's door gangen zijn verbonden. Sinds 2010 is het een rijksmonument.